# Condado de Monroe (Georgia)
El condado de Monroe (en inglés: Monroe County), fundado en 1826, es uno de 159 condados del estado estadounidense de Georgia. En el año 2007, el condado tenía una población de 25 145 habitantes y una densidad poblacional de 21 personas por km². La sede del condado es Forsyth. El condado recibe su nombre en honor a James Monroe.

## Geografía
Según la Oficina del Censo, el condado tiene un área total de 1030 km² (397,7 mi²), de la cual 1025 km² (395,8 mi²) es tierra y 6 km² (2,3 mi²) (0.55%) es agua.

### Condados adyacentes
- Condado de Butts (norte)
- Condado de Jasper (noreste)
- Condado de Jones (este)
- Condado de Bibb (sureste)
- Condado de Crawford (sur)
- Condado de Upson (oeste-suroeste)
- Condado de Lamar (oeste)

## Demografía
Según el censo de 2000,, los ingresos medios por hogar en el condado eran de $44 195, y los ingresos medios por familia eran $51 093. Los hombres tenían unos ingresos medios de $34 433 frente a los $22 146 para las mujeres. La renta per cápita para el condado era de $19 580. Alrededor del 9.80% de la población estaban por debajo del umbral de pobreza.

## Transporte
| - Interestatal 75 - Interestatal 475 - U.S. Route 23 - U.S. Route 41 | - U.S. Route 341 - Ruta Estatal de Georgia 18 - Ruta Estatal de Georgia 19 - Ruta Estatal de Georgia 42 | - Ruta Estatal de Georgia 74 - Ruta Estatal de Georgia 83 - Ruta Estatal de Georgia 401 - Ruta Estatal de Georgia 408 |

## Localidades
- Bolingbroke
- Culloden
- Forsyth
- Juliette
- Smarr

### Áreas no incorporadas
- Berner
- Blount
- Brent
- Dames Ferry Dyas
- High Falls
- Moran
- Russellville
- Strouds